# Onthophagus tetricus
Onthophagus tetricus là một loài bọ cánh cứng trong họ Bọ hung (Scarabaeidae).